# Monument à la Révolution (Džamonja)
Pour les articles homonymes, voir Monument à la Révolution.
Le monument à la Révolution (en croate : Spomenik revoluciji) est une œuvre du sculpteur croate Dušana Džamonje. Sculpture monumentale en béton et créée en 1967, elle est installée à Berek, en Croatie.

## Description
L'œuvre est une sculpture monumentale en béton.

## Localisation
La sculpture est installée dans le village de Podgarić, sur la municipalité de Berek, en Croatie.

## Artiste
Dušan Džamonja (1928-2009) est un sculpteur croate d'origine macédonienne.